# Lorraine Crapp
Lorraine Joyce Crapp, född 1 oktober 1938 i Sydney, är en australisk före detta simmare.
Crapp blev olympisk guldmedaljör på 400 meter frisim vid sommarspelen 1956 i Melbourne.